# Mai senza mia figlia!
Mai senza mia figlia! (Not Without My Daughter) è un film statunitense del 1991 diretto da Brian Gilbert.
Il film è ispirato a una storia realmente accaduta, concernente la statunitense Betty Mahmoody che nel 1984 viveva in Michigan con suo marito, un medico iraniano, e la sua bambina, basato sul libro autobiografico omonimo del 1987.

## Trama
Betty, donna forte e intraprendente, nel 1984 è felicemente sposata con Moody, un medico iraniano che da vent'anni vive negli USA e ha una bambina di nome Mahtob. La loro vita sembra perfetta fino a quando una telefonata dei parenti di lui, a Teheran, lo convince a far loro visita per due settimane e far loro conoscere moglie e figlia. Betty ne è inizialmente spaventata, ma dopo aver visto il marito giurare sul Corano che non sarebbe capitato loro niente di male e che alla fine delle due settimane stabilite sarebbero tornati a casa, parte tranquilla. Al principio vengono accolti con una grande festa, ma lei rimane turbata da alcuni dettagli, come il dover mettere per forza il chador anche se è straniera, e il dover passare accanto a un agnello ucciso in segno di buon auspicio.
I parenti di Moody sono tutti musulmani praticanti, di mentalità chiusa, che vivono male l'integrazione di lui negli Stati Uniti. Così, giorno dopo giorno, cercano di coinvolgerlo sempre di più nel seguire con loro le preghiere al mattino, a fargli riacquisire alcune vecchie abitudini, da tempo abbandonate. Nel momento in cui viene licenziato, Moody decide di non far rientrare la famiglia negli USA. Betty cerca di ribellarsi, ma viene controllata da tutta la famiglia di Moody, il quale da padre e marito affettuoso e premuroso diventa prepotente, intollerante, manesco, e la opprime fisicamente e psicologicamente. Secondo la legge iraniana, infatti, la moglie è proprietà del marito quanto i figli, e più volte Betty si vede sottratta Mahtob, che verrà iscritta a una scuola islamica. In seguito, Betty riceve la telefonata di sua sorella: il padre è malato di tumore e sta per morire. Moody le dice che può tornare a visitarlo e restare negli USA quanto vuole, ma che dovrà lasciare Mahtob in Iran, e tornare dopo aver liquidato tutti i loro beni e venduto la casa.
Betty non sa più di chi fidarsi per uscire dall'incubo, quando a un certo punto intravede una via d'uscita. Attraverso un negoziante di camicie, amante dell'America, riesce a contattare una donna il cui fratello aiuta le persone in situazioni simili a quella di Betty a ritornare al proprio paese. Quest'uomo progetta un piano per far scappare Betty insieme a sua figlia. Betty riesce quindi a fuggire dal marito minacciando di denunciarlo alla polizia (aveva un ospedale abusivo e illegale). Madre e figlia passano attraverso molti blocchi di confine, fuggendo dalle autorità e dall'Iran; riescono quindi ad arrivare ad Ankara, la capitale turca, e una volta lì, ad ottenere un documento valido per tornare negli USA.